# Avståndsspråk, utbyggnadsspråk och takspråk
Avståndsspråk (tyska: Abstandsprache), utbyggnadsspråk (tyska: Ausbausprache) och takspråk (tyska: Dachsprache) är tre språksociologiska begrepp. De har skapats av Heinz Kloss för att bidra till att lösa problemet om vad som skall räknas som ett språk och vad som skall räknas som en dialekt. 
Avsikten med dessa begrepp är att den som vill yttra sig om vilka språk som finns behöver göra klart för sig huruvida indelningen grundar sig på:
- att olika talspråk är så olika så att det är svårt att kommunicera muntligt,
- eller att indelningen grundar sig på att olika språk är standardiserade till uttal, stavning, grammatik och ordförråd, och är politiskt och socialt erkända som språk.

Ett avståndsspråk är ett talspråk (eller en dialektgrupp) som räknas som ett språk, därför att det knappast går att kommunicera på det talspråket med utomstående som inte kan det talspråket.
Ett utbyggnadsspråk räknas som ett språk, därför att det blivit ett standardiserat skrift‐ och talspråk, och används i alla privata och offentliga domäner, ofta i ett helt land. Ett utbyggnadsspråk behöver inte vara svårbegripligt för talare av andra språk.
Ett takspråk (ej att förväxla med talspråk) är ett gemensamt standardspråk för grupper som har ganska olika talspråk som modersmål. Takspråket används offentligt av folkgrupper som privat talar olika dialekter, som är besläktade med varandra och med takspråket. Dessa dialekter har ofta lägre status och ingen eller begränsad användning i skrift.
Poängen med terminologin är:
- dels att en språklig varietet kan betecknas som ett språk i meningen ”utbyggnadsspråk”, även om det inte är ett ”avståndsspråk”, och omvänt att en särpräglad dialekt kan betecknas som ett (avstånds)språk, även om det inte är ”utbyggt”,
- dels att besläktade språkliga varieteter, som har begränsad ömsesidig begriplighet, kan sägas höra ihop i ett språk om de har ett gemensamt takspråk.

Tvånget att välja mellan att benämna varje språklig varietet som ett ”språk” eller en ”dialekt” bortfaller därmed.

## Bakgrund
Det är omstritt i språkvetenskapen, vilka kriterier som behöver uppfyllas för att en folkgrupps sätt att tala skall kallas ett språk, ett enskilt språk som skiljer sig från andra språk. Graden av begriplighet mellan två språkliga varieteter, om man jämför flera varieteter parvis, varierar från noll till nära hundra procent, och talare har ideologiska uppfattningar om vad som räknas som ett språk. Även om ömsesidig begriplighet finns, kan talare mena att två varieteter är olika språk.

## Termernas uppkomst
Heinz Kloss närmade sig problemet om språkens avgränsning sociologiskt snarare än blott lingvistiskt. Han menade att man dels behöver beakta hur  väl talare från olika grupper förstår varandra i muntligt samtal, dels behöver man beakta hur talspråk har standardiserats, blivit skriftspråk, och socialt erkänts som enskilda språk. Han skapade begreppen avståndsspråk och utbyggnadsspråk för sin analys, och myntade också orden (på tyska). Heinz Kloss började också tänkandet om takspråk, men myntade inte direkt den nu använda termen takspråk (Dachsprache), förutom att han indirekt förebådade termen genom att tala om ”taklösa dialekter” (tyska Dachlose Mundarten), det vill säga dialekter som socialt och politiskt inte har ett skrivet standardiserat ”språktak” över sig. Termen myntades i tryck möjligen av Hans Goebl. Hans Goebl själv menade dock att vad gäller termens mening skulle Heinz Kloss ses som upphovsman till termen Dachsprache.

## De tre begreppen

### Avståndsspråk
Ett avståndsspråk är en språklig varietet (eller grupp av liknande dialekter) som  måste betraktas som ett språk, skilt från andra språk, om lingvister grundar analysen på talspråks grad av ömsesidig begriplighet, och finner att sådan knappast finns för ett visst talspråk i relation till andra talspråk. Om det talspråkliga avståndet, tyska Abstand (inte det geografiska avståndet) till andra språk hindrar kommunikation, anses språkformen vara ett avståndsspråk. Enligt Heinz Kloss’ definition är avståndsspråk ”alla talspråk, som … är så skilda från alla andra levande språk, så att de måste betecknas som språk, även om där icke funnes en enda bok skriven på dem, ja om där icke gåves någon skriven text”. Joshua Fishman förefaller använda ”avståndspråk” (Abstandschprache) som en beteckning på varje talspråk som, när man i en specifik jämförelse mellan två talspråk, inte rimligen kan kalla den ena en dialekt av den andra. Ett talspråk vore enligt det senare synsättet inte nödvändigtvia ”avståndspråk” i förhållande till alla andra talspråk, utan i en specifik jämförelse: vanlig svenska vore avståndsspråk till finska (och finska till svenska), men vanlig svenska vore inte avståndsspråk till norska.
Politiska och sociala maktförhållanden är inte relevanta när talspråk betecknas som avståndsspråk. De skriftspråkligt mindre utvecklade egentliga dalmålen är avståndsspråk till vanlig svenska, trots att svenska staten räknar dalmålen som dialekter av svenska.
I denna analys räknas blott talspråkliga modersmålskunskaper, inte att personer kan kommunicera på grund av inlärning av, eller passiv tillvänjning till, andra språkliga varieteter än det genuina modersmålet.
Ett klassiskt exempel på avståndsspråk är isolatspråket baskiska, som talats i Europa sedan stenåldern, och vars eventuella släktingar måste ha utträngts av obesläktade, senare inkomna språk redan i förhistorisk tid. Baskiska är helt obegripligt för utomstående.
I Skandinavien är sydsamiska ett avståndsspråk, eftersom de som inte talar sydsamiska, även talare av andra slags samiska, knappast förstår sydsamiska. Sydsamiska har alltså Abstand. Sydsamiska har inte blivit ett starkt skriftspråk eller en stats språk. Att sydsamiska kan räknas som ett språk grundas inte på en kulturellt och politiskt stark ställning. Om man kallar sydsamiska ett språk, gör man det på grund av en lingvistisk bedömning av talspråkets olikhet gentemot andra språk – det är ett avståndsspråk.
Om man alternativt väljer att beskriva flera samiska talspråk som ett dialektkontinuum, därför att viss inbördes begriplighet finns, blir ändå den större gruppen samiska talspråk ett avståndsspråk gentemot närmast besläktade språk som finska. Heinz Kloss teoribildning gör inte anspråk på att lösa det lingvistiska problemet om avgränsningen av ett talat avståndsspråk från ett annat, utan lägger blott till ett sociologiskt synsätt genom att införa begreppet utbyggnadsspråk.

### Utbyggnadsspråk
Om ett språk anses vara ett språk, därför att det odlats och standardiserats och kanske blivit ett statsspråk, kallas det ett utbyggnadsspråk (tyska Ausbausprache). Utbyggnadsspråk har standardiserad grammatik och ortografi, ofta ett standardiserat uttal, och ett större ordförråd än icke‑utbyggda talspråk.
Svenska och norska är utbyggnadsspråk. Men utbyggnadsspråken svenska och norska är däremot inte avståndsspråk, eftersom de flesta svensktalande och norsktalande kan samtala med varandra. Om en språklig varietet kallas ett ”språk” av politiska eller sociala orsaker, är den omständigheten inte tillräcklig för att klassificera varieteten är ett avståndsspråk. (”Svenska” och ”norska” inbegriper här standardspråken och de vanligaste talspråksvarieteterna i de två länderna, som det för svenskar lättbegripliga talspråket standardöstnorska, inte särpräglade lokala dialekter.) 
Alla talspråk, även pidgin- och kreolspråk, kan avancera till utbyggnadsspråk om de börjar användas i skrift och i skolundervisning. Det unga språket tok pisin (namnet kommer från engelska ”talk pidgin”) är officiellt språk i Papua Nya Guinea, där många har språket som modersmål.
Det förekommer dock olika grader av utbyggnad. Den högsta graden av utbyggnad uppvisar endast de språk som används privat och offentligt på alla nivåer och i alla domäner. Det förekommer också att språk stagnerar i sin utbyggnad på grund av att ett språksociologiskt överordnat språk har tagit över en del av deras funktioner. Detta har till exempel hänt med rajasthani för vars talare numera hindi fungerar som takspråk.  
Även bland teckenspråken kan man skilja mellan mer eller mindre utbyggda. 
En alternativ svensk översättning av Ausbausprache är konstruktionsspråk.

#### Jämförelse mellanavståndsspråkochutbyggnadsspråk
Avståndsspråk och utbyggnadsspråk är motsatta begrepp. Avståndsspråk är huvudsakligen ett lingvistiskt begrepp; utbyggnadsspråk är huvudsakligen ett sociologiskt begrepp. Baskiska är ett avståndsspråk, därför att det objektivt finns oöverstigliga kommunikationshinder till andra språk; vanlig svenska är ett utbyggnadsspråk, därför att det socialt och politiskt anses vara ett språk skilt från språken som används av dansktalande och norsktalande (som svensktalande kan kommunicera ganska bra med).
Ett språk kan vara både avståndsspråk och utbyggnadsspråk. Vanlig engelska har stort lingvistiskt avstånd (Abstand) till sina närmsta släktingar, och är ett mycket ”utbyggt” språk.

### Takspråk
Ett takspråk är ett utbyggnadsspråk som fungerar som gemensamt standardspråk för en mängd dialekter, som är besläktade med varandra och med takspråket. Ett takspråk måste definitionsmässigt vara ett utbyggnadsspråk. Ett exempel på ett takspråk är standardtyska. Inom det tyska språkområdet finns dialekter, som i praktiken är avståndsspråk – andra tysktalande kan inte förstå dem. Tysktalande i Schweiz är tvåspråkiga på tyska, eftersom de måste lära sig det standardtyska takspråket som ett besläktat men främmande språk. Ett annat exempel är dalmål, särskilt älvdalska. Dalmål är avståndsspråk, eftersom de flesta svensktalande inte förstår målen, och liksom schweizertyska har älvdalska ett takspråk – standardsvenska – över sig, som alla dalmålstalande idag behärskar.
Sociolingvister brukar säga att takspråket har ”högre status” än de underliggande språkliga varieteterna. Detta betyder inte nödvändigtvis att talarna av de icke utbyggda dialekterna nedvärderar sitt språk. Schweizertysktalande är stolta över sina modersmål, men behåller standardtyska som ett utbyggt takspråk. 
Ett avståndsspråk behöver inte ha ett takspråk (ett standardspråk) över sig. Samiska, hur man än delar upp språkområdet, är ett avståndsspråk, men har inget standardiserat samiskt takspråk över sig, som har bred användning i all utbildning och förvaltning. De ganska nya samiska skriftspråk som används för delar av det samiska språkområdet är knappast fullt utvecklade takspråk, eftersom samisktalande inte använder dem i alla privata och offentliga domäner.
Ett takspråk kan ofta vara en dialekttalandes enda skriftspråk. Att skriva på en dialekt (som kan vara ett avståndsspråk som älvdalska) kan upplevas som en undantagsföreteelse som görs av kulturella skäl i privatsfären, och brist på ortografier anpassade till talspråkets fonologi kan göra det svårt att skriva.
Ett takspråk kan vara ålderdomligare än de underliggande dialekterna. Arabisktalande har vitt skilda modersmålsdialekter, men den gemensamma standardarabiskan står grammatiskt nära klassisk arabiska, från koranens och den tidiga islams tid. Standardtyska har det ålderdomliga draget att bevara kasuset genitiv, som är så gott som utdött i tyska dialekter. Standardtyska har också kvar verbtempuset preteritum, som stark minskat i dialekter.
Användning av takspråk kan också beskrivas med termen diglossi. Diglossi innebär att talare offentligt använder en hög varietet och privat använder en låg varietet av samma språk.
Ofta är det en viss dialekt inom ett språk som blivit utbyggd till takspråk. Eftersom bibelöversättare och andra skriftspråksskapare kom från centrala och östra Mellansverige, har i stort sett det områdets dialekt(er) byggts ut till ett svenskt takspråk.
Å andra sidan kan ett takspråk sträva mot en kompromiss. Standardfinska har utvecklats genom en medveten blandning av västfinska och östfinska drag.
Sammanfattningsvis kan en eller flera av dessa egenskaper finnas hos takspråk:
- bevarade ålderdomliga språkdrag
- innovationer som inte finns hos de underliggande dialekterna
- medvetna nyskapelser
- kompromisser mellan dialekter.

## Jämförande översikt över de tre begreppen
Följande översikt preciserar och utvecklar ovanstående förklaringar.
Talspråk som inte är inbördes begripliga kallas avståndsspråk. Ett verkligt avståndsspråk måste vara svår‐ eller obegripligt för utomstående; annars vore det en del av ett större avståndsspråk. Flera talspråk/dialekter som bildar ett dialektkontinuum har en yttre gräns, där kommunikationsmöjligheterna upphör, och det är då avståndsspråkets gräns.
Svenska räknas som ett språk bara för att det är ett utbyggnadsspråk, inte ett avståndsspråk, till alla andra språk. Sydsamiska räknas som ett språk bara för att det är ett avståndsspråk; ett utbyggnadsspråk har det inte tillåtits bli. Dessa tre exempel fångar kärnan i teorin om avståndsspråk och utbyggnadsspråk.
Ett utbyggnadsspråk (men inte ett språk som bara är avståndsspråk) kan vara takspråk för flera olika språkliga varieteter. De språkliga varieteterna under takspråket kan vara så olika, att de är avståndsspråk gentemot varandra.
Ett talspråk kan alltså leva under tre olika betingelser:
- Ett talspråk kan, som sydsamiska gör, leva som ett lågprestigespråk som inte byggts ut till utbyggnadsspråk.
- Ett talspråk kan, som Mellansveriges dialekt(er), ha byggts ut till ett utbyggnadsspråk. Talarna av talspråket upplever då att det skrivna utbyggnadsspråket är ungefär samma som deras talspråk.
- Ett talspråk kan, som schweizertyska, leva under ett takspråk, som har gemensamt ursprung med talspråket, men skiljer sig i grammatik, ordförråd och uttal. I detta fall upplever talspråkets brukare ett slags tvåspråkighet, eftersom de medvetet byter uttrycksätt när de talar samhällets gemensamma standardspråk, takspråket, och de kan se att deras talspråk inte ligger till grund för den skrivna formen av takspråket.

En svensktalande som säger ”Ida ha ja vart i tjyrkan” upplever inte att det skriftspråkliga ”Idag har jag varit i kyrkan” representerar en från talspråket skild språkform. En schweizare som säger ”Hüt bi i in de Chilche gsi” (Idag har jag varit i kyrkan) är medveten om att standardtyska ”Heute bin ich in der Kirche gewesen” representerar en från modersmålet skild språklig varietet.

## Kloss terminologi som lösning av dialekt/språk-problematiken
Kloss modell är en dellösning på problemet om skillnaden mellan språk och dialekt. Med Kloss model är man inte tvungen att klassificera en språklig varietet som antingen ett språk eller en dialekt av ett större språk. Enligt Kloss modell är svenska och norska olika utbyggnadsspråk, men inte avståndsspråk. Inbördes förståeliga skandinaviska språk är tillsammans avståndsspråk gentemot främmande språk som nederländska.
Begreppet ”takspråk” (som troligen inte myntades av Heinz Kloss men bygger på hans idéer) löser också frågan om språk och dialekt i fall som arabiska och tyska. ”Dialekter” av arabiska och tyska kallas ofta språk, eftersom genuina dialekter kan vara inbördes svårbegripliga. Om man definierar standardarabiska och standardtyska som takspråk över dialekterna, och betecknar ”dialekterna” av tyska och arabiska som avståndsspråk, bevaras arabiskans och tyskans enhet som språk, medan fullt erkännande ges åt att ”dialekterna” lingvistiskt sett är enskilda språk. Till exempel kan man säga att marockansk arabiska är ett avståndsspråk under takspråket standardarabiska.

## Tillämpning av takspråksteorin
En av världens viktigaste och mest omfattande kartläggningar av språk är Ethnologue, som grundas på språkkodningsstandarden ISO 639‑3. Båda administreras av översättningsorganisationen SIL International. Den senaste versionen av Ethnologue har ”macrolanguages” (makrospråk), som i stort sett motsvarar begreppet takspråk.
Följaktligen kallas takspråket standardarabiska i Ethnologue‐katalogen ”the macrolanguage Arabic” (makrospråket arabiska) med ISO 639‑3‑koden [ara]. Under denna nivå finns:
- Algerian Saharan Spoken Arabic [aao] (talas i Algeriet)
- Algerian Spoken Arabic [arq] (Algeriet)
- Babalia Creole Arabic [bbz] (Tchad)
- Baharna Spoken Arabic [abv] (Bahrain)

och ytterligare 25 arabiska dialekter (kallade ”languages” i Ethnologue), som ofta är avståndsspråk. Detta motsvarar takspråksmodellen, även om beteckningen macrolanguage används.

## Jämförelse med begreppet språkligavarieteter(lekter)
En annan lösning på språk—dialekt‑problemet är att införa termen språklig varietet, som har synonymen lekt. Man kallar då varje språkform en varietet, och tar inte ställning till huruvida den är en dialekt eller ett språk. Denna lösning tillåter att man undviker orden ”språk” och ”dialekt”. Men den ”plattar ut” och döljer språksystemens sociologiska struktur, och bidrar inte med teoretiskt nytänkande på samma nivå som Heinz Kloss tänkande, om vilket sagts att ”ur den moderna lingvistikens historia kan utbyggnadskomparatistiken, som har så mycket att tacka Heinz Kloss (1904–1987) livsverk för, inte tänkas bort”.